# 165 (nombre)
Cet article concerne le nombre 165. Pour l'année, voir 165.
165 (cent soixante-cinq) est l'entier naturel qui suit 164 et qui précède 166.

## En mathématiques
Cent soixante-cinq est :
- Un nombre sphénique.
- Un nombre tétraédrique.
- Un auto nombre.

## Dans d'autres domaines
Cent soixante-cinq est aussi :
- Années historiques : -165, 165